# Krypto
Krypto, ook bekend als Krypto the Superdog, is een fictieve hond uit de Supermanstrips van DC Comics. Hij maakte zijn debuut in Adventure Comics #210 in juli 1955.

## Biografie

### De originele Krypto
De originele Krypto was Kal-El’s huisdier op de planeet Krypton. Jor-El gebruikte de hond als proefpersoon toen hij een raket maakte om Kal-El mee naar de aarde te sturen. Krypto’s raket raakte uit koers en dreef nog jaren door de ruimte voordat hij ook op Aarde landde. Daar werd Krypto herenigd met de nu tiener Kal-El, die inmiddels bekendstond als Superboy.
Net als alle Kryptoniaanse wezens ontwikkelde Krypto onder invloed van de Aardse zon superkrachten gelijk aan die van Superman. Krypto’s krachten waren grotendeels minder sterk dan die van Superman zelf (de verhouding tussen Superman en Krypto was ongeveer gelijk aan die tussen een normale mens en hond), terwijl zijn zintuigen als reuk en gehoor juist wel groter waren dan die van Superman. Krypto was ook intelligent, maar kon niet praten (zijn tekst stond altijd in denkballonnetjes).
Op Aarde deed Krypto zich voor als de hond van de Kent familie genaamd Skip.
Krypto had the distinction of belonging to not one but two organizations of super-animals; the 30th century Legion of Super-Pets, and the Space Canine Patrol Agency.
Deze versie van Krypto stierf uiteindelijk toen hij Superman verdedigde tegen de Kryptonite Man.

### De moderne Krypto’s
Na het verhaal Crisis on Infinite Earths, waarin Superman een nieuwe geschiedenis kreeg, werd Krypto geheel uit de serie geschreven alsof hij nooit had bestaan. Dit omdat men van Superman wederom de enige overlevende van Krypton wilde maken. Toch dook Krypto in verschillende vormen weer op in de strips.

#### Pocket universe Krypto
De eerste moderne Krypto was vrijwel identiek aan de originele Krypto, en werd gezien een zogenaamd “zakuniversum” (Pocket Universe) dat door Superman werd bezocht. De Superboy uit deze wereld had eveneens een Krypto als helper, die zich eveneens opofferde voor zijn meester.

#### Krypto en Bibbo
De tweede moderne Krypto was een gewone aardse hond zonder superkrachten. Hij werd aanvankelijk gevonden door Bibbo Bibbowski, die hem zijn naam gaf. De hond belandde later in handen van de moderne Superboy (Kon-El), maar de twee konden niet goed met elkaar overweg. Toch raakte Krypto betrokken bij veel van Superboy’s avonturen. De hond werd uiteindelijk uit de serie geschreven in een verhaal waarin hij op Hawaï belandde.

#### The dog from Krypton
De derde en meer bekende versie van Krypto werd geïntroduceerd begin 2000 in een Supermanverhaal waarin de schurk Brainiac Superman in een val probeerde te lokken door een wereld gelijk aan Krypton te maken. Een van de inwoners van deze wereld was Krypto. Superman kon uit de val ontsnappen, en toen hij terugreisde naar de aarde volgde Krypto hem.
Deze nieuwe versie van Krypto had dezelfde krachten als de originele Krypto, maar was niet veel slimmer dan een normale hond. Dit bracht aanvankelijk een hoop problemen met zich mee, daar de hond met zijn enorme kracht veel schade aanrichtte. Derhalve was Superman gedwongen Krypto tijdelijk op te sluiten in de Fortress of Solitude onder toezicht van een van zijn robots. Na een lange training kon Superman Krypto eindelijk gehoorzaam maken, en nu vergezeld de hond hem af en toe bij belangrijke missies. Tijdens een ontmoeting met Batman bleek Krypto dol te zijn op Catwoman, tot haar grote ongenoegen.
Superman liet Krypto later achter in handen van Superboy (Kon-El) omdat Smallville, waar Superboy woonde, volgens Superman een geschiktere plek was voor Krypto.

## In andere media
- Krypto’s debuut buiten de strips was in de Superboy filmpjes van de serie The New Adventures of Superman.

- Krypto had een cameo in de serie Justice League Unlimited in de aflevering For the Man Who Has Everything. Hij wordt gezien in een droom die Superman heeft over het leven dat hij had kunnen leiden als Krypton nooit was ontploft.

- In 2005 kreeg Krypto zijn eigen animatieserie getiteld Krypto the Superdog.

- In de serie Smallville werd in het vierde seizoen een golden retriever geïntroduceerd die superkrachten had gekregen door experimenten met Kryptoniet. Clark Kent vond de hond en besloot hem te houden. Hij dacht er een tijdje over na de hond “Krypto” te noemen, maar koos uiteindelijk voor "Shelby".

- In de animatiefilm DC League of Super-Pets uit 2022, is Krypto het hoofdpersonage. De stem van Krypto werd hierin ingesproken door Dwayne Johnson. De Nederlandse stem van Krypto werd ingesproken door Rico Verhoeven, de Vlaamse door Bill Barberis.

- In de film Superman uit 2025 van regisseur James Gunn speelde Krypto een rol. Deze film speelt zich af binnen het DC Universe. In deze film is Krypto een CGI-gegeneerd personage, gedeeltelijk geïnspireerd op James Gunns hond Ozu die hij adopteerde tijdens het schrijven van de film.